# Los Angeles Apparel

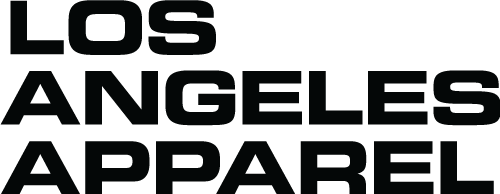
Logo de la marque Los Angeles Apparel

Los Angeles Apparel est une marque de vêtements crée en 2017 par Dov Charney basée à Los Angeles,.
La marque reprend les codes qui ont fait le succès d'American Apparel, c'est-à-dire, une intégration verticale de la chaîne de production, sans sous-traitant, avec une usine implantée à Los Angeles, des produits épurés et des ouvriers convenablement payés.
L'entreprise compte environ 350 employés.